# Libuše Hynková
Libuše Hynková (28. října 1923 Teplice – 6. ledna 2012) byla česká choreografka, absolventka kresby a malby na UMPRUM v Praze, pedagožka, folkloristka, etnografka a také zakladatelka a šéfchoreografka profesionálního folklórního souboru Československého státního souboru písní a tanců.

## Život
Již v dětství si přála být tanečnicí. V předválečných letech bylo málo příležitostí ke studiu tance. Vystudovala obor kresba a malba na UMPRUM v Praze a během studia se stala členkou taneční skupiny Jožky Šaršeové, představitelky české meziválečné taneční avantgardy. Na pravidelných tanečních soustředěních v Beskydech se na lidových tancovačkách a zábavách poprvé seznámila s folklórem. Vedle toho se skautským oddílem jezdila na putovní tábory po Slovácku a poznávala zdejší lidové zvyky.
V roce 1947 se v Praze konal Světový festival mládeže, na kterém vystoupil i slavný Mojsejevův soubor ze Sovětského svazu. Po jeho zhlédnutí se rozhodla založit podobný soubor, který by na profesionální úrovni udržoval a rozvíjel lidové zvyky, hudbu i tance tehdejšího Československa. Spolu s Jožkou Šaršeovou podaly návrh na zřízení takového souboru a Libuše Hynková byla pověřena přípravou folklorních materiálů. S profesorem Karlem Plickou cestovala po Slovensku a sbírala lidové písně, které se staly základem jejích prvních choreografií. Od roku 1948 připravovala s prvními tanečníky slavnostní premiéru Československého souboru národních tanců.
V 50. letech odjela do Moskvy na Ruskou akademii divadelního umění (obdoba pozdější AMU), kde studovala choreografii a tanec. Absolvovala s celovečerním baletem na lidové téma Zbojnický oheň, který předznamenal její další choreografický směr. Vznikl nový taneční žánr, který využíval lidové prvky k vyjádření dramatického děje a novou taneční řeč, při které jsou lidové kroky propojeny a obohaceny o prvky klasického tance. Jediným profesionálním interpretem tohoto žánru se stal Československý státní soubor písní a tanců. Čím více ale Státní soubor přecházel do úřednických rukou, tím méně v něm bylo místa a prostoru pro její práci. Přesto na Ministerstvu kultury léta bojovala proti byrokracii a tehdejšímu úřednickému vedení ČSSPT.
V letech 1978–1992 působila jako pedagožka na Taneční konzervatoři v Praze. Vytvořila systém výuky lidového tance a metodiku jeho techniky.
V 90. letech úspěšně spolupracovala s jinými lidovými soubory, např. Škoda Plzeň (Mladina), a vytvořila několik lidových tanečních pásem.
Během své dlouholeté kariéry spolupracovala s významnými umělci různých žánrů. Patřili k nim choreografka Jožka Šaršeová, fotograf a filmař, profesor Karel Plicka, hudební skladatel Václav Trojan, Josef Krček, Václav Kučera, Radim Drejsl, výtvarník Antonín Strnadel, Alena Hoblová a řada dalších. Spolupracovala také s filmem, lední revuí a televizí.
Roku 1983 byla u příležitosti 50. narozenin oceněna titulem Zasloužilá umělkyně a v roce 2009 obdržela Cenu ministerstva kultury za rozvoj tradiční lidové kultury a folkloru.

## Dílo
- Zbojnický oheň (1958)
- O zbojníkovi Vojtkovi a bohaté šenkéřce Jiřího Pospíšila (1959)
- Špalíček Bohuslava Martinů (1971)
- Zlatá brána Václava Trojana (1974)
- Slovanské tance Antonína Dvořáka (1976)
- Fašank Josefa Krčka (1987)